# بطولة برايد فايتنغ
بطولة برايد فايتنغ (بالإنجليزية: Pride Fighting Championships)‏ و (باليابانية: 格闘技イベント) هي شركة يابانية لمنافسات فنون القتال المختلطة. تم تأسيس الشركة في سنة 1997 من قبل نوبويوكي ساكاكيبارا. أشهر من نافس فيها هم الروسي فيدور إميليانينكو ودان هندرسون وتاكانوري غومي ومارك كولمان وكوينتون جاكسون وميركو كرو كوب وجوش بارنت. تم حل الشركة في سنة 2007.